# 芳姬·梅恩斯
芳姬·梅恩斯（荷蘭語：Femke Meines，2000年5月11日—）是荷蘭歌手和女演員，於12歲開始以童星身分出道。

## 簡介
2011年，她以歌曲“Tik Tak Tik”參加了荷蘭青少年歌唱大賽，但沒有獲得參加決賽的資格。2012年，她原先嘗試歌曲“Zomerzon”，但在試鏡中，陪審團詢問她是否想再次演唱“Tik Tak Tik”；這次她成功進入決賽，並被選為2012年歐洲青少年歌唱大賽的荷蘭代表。2012年，在阿姆斯特丹舉行的歐洲青少年歌唱大賽決賽中，梅恩斯以69分獲得第七名。
2016年至2017年，梅恩斯在荷蘭迪士尼頻道影集《就像我一樣》中飾演Liz。

## 外部連結
- 歌手官方網站 （页面存档备份，存于） （荷兰文）
- 芳姬·梅恩斯在互联网电影资料库（IMDb）上的資料（英文）